# Supergirl (Comic)

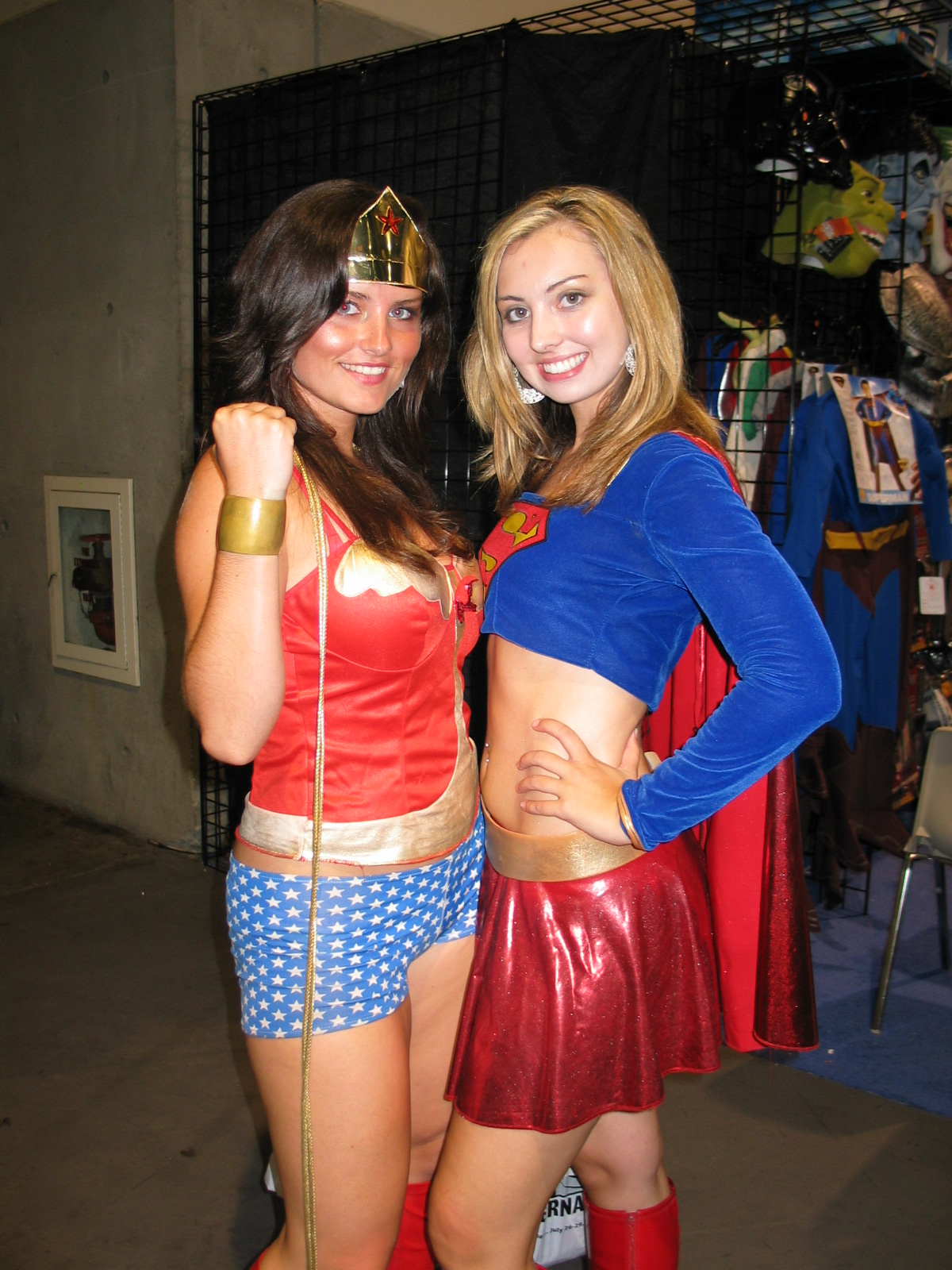
Fans im Wonder-Woman- (links) und Supergirl-Kostüm (rechts) beim Cosplay

Supergirl (Englisch für „Supermädchen“) ist der Name einer fiktiven Figur im Besitz des US-amerikanischen Comickonzerns DC Comics sowie der Titel verschiedener Comicveröffentlichungen zu dieser Figur, die seit 1962 publiziert wird.
Die verschiedenen Veröffentlichungen unter dem Supergirl-Titel sind nahezu ausnahmslos im Genre des Science-Fiction- und Fantasycomics angesiedelt. Darüber hinaus ist eine einheitliche Genre-Zuordnung der verschiedenen Supergirl-Comics jedoch nicht möglich, da die verschiedenen Publikationen, die in der Vergangenheit unter dem Supergirl-Label firmierten, sich inhaltlich mitunter drastisch unterscheiden: Einige weisen Elemente des Romantik- und Liebescomics auf, andere sind humoristisch gefärbt, einige verlegen das Supergirl-Konzept in den Bereich des Mystery-Genres und wieder andere nutzen die Figur als Folie zur Entfaltung von existenzphilosophischen und sogar esoterischen Reflexionen. Einzige Konstante ist dabei bei fast jeder Interpretation der Figur die Beibehaltung ihrer Verwurzelung im Science-Fiction-Genre gewesen – wiewohl selbst diese häufig in den Hintergrund gerückt wird.

## Veröffentlichungen unter dem Supergirl-Titel
Die fiktive Figur des Supergirls wurde erstmals als Nebenfigur in Geschichten der populären amerikanischen Science-Fiction-Comicserie Superman benutzt. Da der Charakter bei der Leserschaft der Superman-Comics auf ein äußerst positives Echo stieß und die Leser nach immer neuen Geschichten mit der Supergirl-Figur verlangten, entschieden die Verantwortlichen des DC-Verlages, bei dem die Superman-Serie bis heute erscheint, Supergirl nicht länger nur als Nebenfigur in Superman-Geschichten zu benutzen, sondern dem Charakter auch eigene Geschichten zu widmen, in denen Supergirl die Rolle der die Handlung tragenden Hauptfigur zukommen sollte.
Auf Veranlassung des Chefredakteurs der Superman-Abteilung bei DC, Mort Weisinger, wurden zunächst Geschichten, die von Supergirls Solo-Abenteuern handelten, im hinteren Teil der Superman-Comics abgedruckt, bevor man der Figur Mitte der 1960er Jahre erstmals eine eigene, kurz „Supergirl“ betitelte Comicserie zu widmen.
In den 1970er und 1980er Jahren wurde die Supergirl-Serie mit den Serien Superman's Pal Jimmy Olsen und Superman's Girlfriend Lois Lane zu der Serie Superman Family zusammengelegt. Innerhalb dieser Serie, die in jeder Ausgabe etwa zwei bis fünf Geschichten zu den genannten Figuren brachte, erschienen üblicherweise auch ein bis zwei Geschichten mit Supergirl als Hauptfigur.
In den 1990er Jahren wurde Supergirl zunächst eine zwischen Februar und Mai 1994 erschienene vierteilige Miniserie gewidmet. Autor dieser Serie war der Amerikaner Roger Stern. Die visuelle Gestaltung der Hefte übernahmen die Zeichnerin June Brigman und der Tuscher Jackson Guice.
1996 folgte schließlich eine fortlaufende, im monatlichen Rhythmus erscheinende Comicserie, die es auf insgesamt 80 Ausgaben, zuzüglich drei als Supergirl Annual und einer als Supergirl #1.000.000 (1998) betitelter Spezialausgaben, brachte. Diese Serie, deren erste Ausgabe im September 1996 und deren letzte Ausgabe im Mai 2003 erschienen, wurde von dem Autor Peter David verfasst, während die graphische Ausgestaltung von wechselnden Künstlern übernommen wurde: Die ersten neun Ausgaben besorgte der Zeichner Gary Frank, dem nach seinem Weggang als Stammzeichner Künstler wie Greg Land und Leonard Kirk nachfolgten.
Seit 2005 erscheint eine neue Supergirl-Serie, die derzeit bei ihrer 20. Ausgabe angelangt ist und von dem hauptberuflichen Drehbuchautor Jeph Loeb getextet wird. Die Zeichnungen übernahm der Brite Ian Churchill, dessen Arbeit von dem Tuscher Norm Rapmund überarbeitet wird.
Nach dem DC-Neustart im Herbst 2011 wurde auch Supergirl neu gestartet und vorerst von Michael Green und Mike Johnson geschrieben sowie von Mahmud Asrar gezeichnet. In deutscher Sprache wird die Serie als Zweitgeschichte in der Superman-Heftserie von Panini veröffentlicht.

## Supergirl-Figur

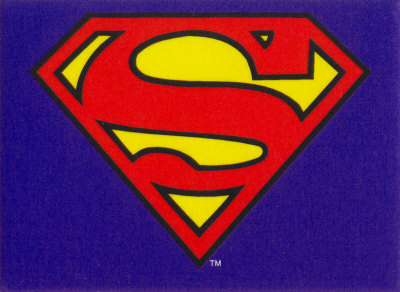
Das Superman-Logo, das auch von Supergirl getragen wird: Ein stilisiertes rotes S auf gelber Platte vor blauem Grund

Die älteste Version der Supergirl-Figur und damit Grundlage aller späteren Varianten und Interpretationen des Charakters – quasi das Ur-Supergirl – ist eine von dem Autor Otto Binder und seinem Partner, dem Zeichner Al Plastino, für Action Comics #252 kreierte Figur namens Kara Zor-El (Supergirl I).
Ungeachtet der erheblichen Unterschiede, die die verschiedenen Supergirl-Comics der vergangenen Jahrzehnte in den Punkten Grundszenario, Handlung, Figurencharakterisierung und Atmosphäre aufweisen, weist die Supergirl-Figur auch einige Elemente auf, die in praktisch jeder Interpretation anzutreffen sind: Zum einen ist Supergirl bis heute optisch nahezu immer als eine weißhäutige, hellblonde, attraktive, junge Frau zwischen fünfzehn und Anfang zwanzig dargestellt worden. Darüber hinaus trägt sie in praktisch jeder Interpretation Kostüme, die sich zwar in Farbe, Kleiderkombination, Stoffschnitt usw. erheblich unterscheiden, aber als feste Konstante bislang immer das berühmte Superman-Emblem, ein stilisiertes S, als ein auf dem die Brust der Figur bedeckenden Kleidungsstück prangendes Erkennungszeichen aufwiesen.
Intradiegetisch ist des Weiteren die enge Verbindung zwischen Supergirl und Superman bislang ein Merkmal von praktisch allen Supergirl-Versionen gewesen. Erhebliche Unterschiede ergeben sich aus der Art und Weise, der inneren Ausgestaltung dieser Verbindung. Innerhalb des fiktiven Szenarios der Superman/Supergirl-Comics lassen sich insgesamt vier verschiedene Haupt-Versionen des Supergirl-Charakters sowie diverse Neben-Versionen feststellen.

### Hauptversionen der Supergirl-Figur

#### Power Girl
Power Girl ist die letzte Überlebende von Erde-2, welche durch die Krise der Parallelerden (engl. Crisis on Infinite Earths) vernichtet wurde. Ihren ersten Auftritt hatte Power Girl 1976 in All Star Comics #58. Die Figur wurde von Gerry Conway geschaffen. Im Zuge der Crisis on Infinite Earths wurde ihre Entstehungsgeschichte umgeschrieben und Powergirl war danach keine Kryptonierin mehr, sondern die Enkelin des atlantischen Magiers Arion. Erst die Infinite Crisis von 2006 stellte ihren alten Status als Kryptonierin von Erde-2 wieder her. Sie ist sehr viel unabhängiger und selbstständiger als ihr Gegenstück von Erde-1. Im Gegensatz zu ihr trägt sie kein an ihren Cousin angelehntes Kostüm, sondern eines in weiß.
Power Girls richtiger Name ist Kara Zor-El, sie ist die Cousine vom Erde-2-Superman (Kal-El). Da sie ebenfalls von Krypton stammt, hat sie dieselben Fähigkeiten wie Superman. Power Girl nahm auf Erde-2 den Platz ein, den Supergirl auf Erde-1 innehatte. Nach der Krise nahm sie sogar den Platz vom verstorbenen Supergirl ein, konnte sich jedoch nicht mehr an Erde-2 oder ihre Vergangenheit sowie die Herkunft ihrer Kräfte erinnern.
Seit dem Auftreten von Kara Zor-El (Supergirl V) gab es zwischen den beiden immer wieder Auseinandersetzungen, die so weit gehen, dass sie sich nie gleichzeitig am selben Ort aufhalten können, ohne sich anzugreifen.
Sie ist Mitglied bei der Justice Society of America und die erste Vorsitzende des Teams. Im „One Year Later“-Handlungsstrang zieht Power Girl das Nightwing-Kostüm an und kämpft in Kandor (einer von Brainiac geschrumpften und in eine Flasche gesteckten kryptonischen Stadt) gegen Ultraman.

#### Supergirl I
Die erste und bekannteste Variante von Supergirl ist ein Mädchen namens Kara Zor-El, das in den Superman-Comics wie Superman von dem bei einer Natur- oder Nuklearkatastrophe untergegangenen Planeten Krypton stammt. Dieses Supergirl, die Tochter von Zor-El, eines Onkels von Superman, und damit dessen Cousine, trat von den späten 1950er Jahren bis Mitte der 1980er Jahre in den Superman-Comics auf. Bei dem ersten Auftritt dieses Ur-Supergirls in Action Comics #252 von 1959 wurde erklärt, dass sie die Zerstörung Kryptons überlebt habe, da ihre Familie sich zum Zeitpunkt der Zerstörung des Planeten in einem Gebiet von Krypton namens „Argo“ befunden habe, das – nach den physikalischen Gesetzmäßigkeiten der realen Welt natürlich äußerst unplausibel – bei der Explosion Kryptons von dem Planeten wie eine Scherbe abgesplittert und danach als eigener, kleinerer neuer Planet ins Weltall geschleudert worden sei, wo es den Bewohnern Argos möglich gewesen sei, wie auf Krypton weiter zu leben. Als Argo-City von einem Asteroiden bedroht wurde, schickte ihr Vater sie als Teenager in einer Rakete zu ihrem Cousin Superman auf die Erde. Da ihr die Strahlen der gelben Sonne des Sonnensystems dieselben Superkräfte wie ihrem Cousin verliehen, begann diese, ihrem Cousin fortan unter dem Tarnnamen Supergirl als Juniorpartnerin bei seinen Heldentaten beizustehen. Ihr Vetter habe ihr zudem eine Geheimidentität als Linda Lee vermittelt und sie – mit einer dunklen Perücke zum Verdecken ihrer blonden Haarpracht – in ein Waisenhaus in dem verschlafenen Städtchen Midway gesteckt, in dem sie zwischen ihren Einsätzen lebt. Später wurde Linda Lee von Fred und Edna Danvers adoptiert und hieß Linda Lee-Danvers.
Diese Ausgangsgeschichte wurde fortan für knapp 30 Jahre als Grundlage aller Supergirl-Geschichten genutzt. Ungewöhnlich für Comics dieser Zeit entwickelte Supergirl sich allerdings Schritt um Schritt weiter, anstatt wie andere Comichelden am Ende jeder Geschichte zum alten Status quo zurückzukehren. So verließ sie schließlich das Waisenhaus und ging schließlich in den Geschichten der 1970er Jahre – eine grundsätzliche Änderung der Grundsituation der Serie – dazu über, mit ihrem Freund, dem jugendlichen Wissenschaftler Brainiac 5, und dessen Freunden von der Legion der Superhelden in der Zukunft, im 30. Jahrhundert, zu leben.
Nachdem die alte, seit 1938 laufende Superman-Serie 1986 im Zuge der Handlungen der Crisis on Infinite Earths eingestellt und – in generalüberholter Form – neugestartet wurde, wurde der Charakter Kara Zor-Els zunächst nicht in die neue Superman-Serie integriert. Eine der grundlegenden Handlungsprämissen der neuen Superman-Serie war, dass Superman der einzige Überlebende seines Heimatplaneten sein sollte und dass es daher innerhalb der Superman-Serie keine Superman-Cousine geben dürfte, die die Zerstörung Kryptons ebenfalls überlebt hätte. Supergirl stirbt in Heft Nummer 7 von Crisis On Infinite Earths.

#### Supergirl II
Um trotz des einstweiligen editorischen Verbotes eine Superman-Cousine als Supergirl in die Superman-Serie einzubauen, zumindest irgendein Supergirl benutzen zu können, machte man mehrere Versuche, die beliebte Figur mit einer nicht-kryptonischen Hintergrundgeschichte wiedereinzuführen. Um die Supergirl-Geschichten, die ihnen vorschwebten, erzählen zu können, erfanden sie zunächst einfach ein neues Supergirl, das mit dem Supergirl der alten Superman-Comics von vor 1986 zwar optisch identisch war – und damit für Nostalgiker und die Allgemeinheit einen hohen Wiedererkennungswert besaß – sich von diesem aber grundsätzlich unterschied. Dieses neue Supergirl, das der Autor und Zeichner John Byrne erstmals in Superman #18 vorstellte, war im biologischen Sinn überhaupt nicht mehr mit Superman verwandt, sondern ein aus einer anderen Dimension (dem sogenannten „Westentaschenuniversum“) stammendes Wesen. Als die Erde ihrer Dimension von drei kryptonischen Verbrechern bedroht wurde, brauchte sie Supermans Hilfe. Auf dieser Erde hatte Superman seine Superhelden-Karriere als Superboy angefangen, aber war 10 Jahre vor der Bedrohung der Erde verschwunden und hatte seine Welt ohne einen Superhelden zurückgelassen. Lex Luthor und seine Frau, Lana Lang, kämpften tapfer gegen sie, aber Lana wurde getötet, und die Welt schien ohne einen Superhelden verloren. Zu Ehren seiner Frau und im Andenken an Superboy schuf Lex eine künstliche, gestaltwandelnde Lebensform, beruhend auf der Form seiner Frau (ihre molekulare Matrix, um genau zu sein), und gab ihr die Erinnerungen von Lana. Diese Wesen – zunächst Matrix genannt – verfügte über formwandlerische Fähigkeiten, die es ihm ermöglichten, jede beliebige äußere Gestalt anzunehmen.
Matrix reiste zu unserer Erde, um Superman zu finden, damit sie beide zusammen die Superschurken besiegen könnten. Aber im Kampf, der folgte, wurde ihre Welt zerstört, und Supergirl war nun die einzige Überlebende. Außerordentlich schwer verletzt vom Kampf wurde sie von Superman auf unsere Erde (das reguläre DC-Universum) gebracht und bei den Kents gelassen, um zu genesen. Nach der Begegnung mit Superman in ihrer Debütgeschichte ließen die Autoren Matrix – die von dem Superhelden tief beeindruckt worden war – schließlich die Entscheidung fällen, diesen zukünftig nachzuahmen und als Superheldin über die Menschheit zu wachen. Dazu legte sie sich nunmehr auf eine feste körperliche Gestalt als junge Frau fest und nahm in Anerkennung ihres Vorbildes den an diesen angelehnten Namen „Supergirl“ an. Außerdem kleidete sich Matrix in ein Kostüm, das dem Supermans äußerst ähnlich war.

#### Supergirl III
Der größte Einschnitt in Supergirls Leben war die Verschmelzung mit der irdischen Frau Linda Danvers.
Das Supergirl Linda Danvers war nicht nur vom Namen her eine Anlehnung an Linda Lee-Danvers (alias Kara Zor-El → Supergirl I). Die ganze Heftreihe war an die Abenteuer des Prä-Krisen-Supergirls angelehnt. Zahlreiche Personen kamen in veränderter Form wieder vor.
Die Supergirl-Heftserie der 90er war sozusagen ein Tribut an das Supergirl der 70er, wurde von den Fans allerdings nicht als dieses akzeptiert.
Dieses Supergirl trat unter anderem auch zeitweise den Teen Titans bei.

#### Supergirl IV
Die vierte als Supergirl bekannte Figur ist Cir El. Sie ist die Tochter von Lois Lane und Clark Kent (Superman) aus der Zukunft. Sie hatte ihren ersten Auftritt 2003 in The 10 Cent Adventure #1.

#### Supergirl V
Schließlich lockerte DC die Vorgabe, dass Superman der einzige überlebende Kryptonier sein soll, was es den Autoren ermöglichte, ein neues Post-Krisen-Supergirl einzuführen, das wieder Supermans Cousine und somit eine Kryptonierin ist. Im Gegensatz zur Prä-Krisen-Kara-Zor-El ist sie jedoch eigentlich älter als Superman. Sie war bereits ein Teenager, als Superman geboren wurde. Durch einige besondere Umstände bei ihrer Reise zur Erde kam sie jedoch – körperlich immer noch ein Teenager von etwa 16 Jahren – erst auf der Erde an, als Superman längst erwachsen war.

## Adaptionen des Supergirl-Stoffes in Film und Fernsehen
Das Supergirl-Konzept der Comics ist seit Anfang der 1980er Jahre immer wieder für andere Medien fruchtbar gemacht worden. Dabei sind die Supergirl-Interpretationen in anderen Medien untereinander ebenso unterschiedlich wie die verschiedenen Supergirl-Varianten der Comichefte.
Erstmals in einem anderen Medium aufgegriffen wurde die Supergirl-Figur 1984, als die Produktionsgesellschaft Warner Brothers einen Supergirl-Film in die Kinos brachte, der sich optisch eng und handlungsmäßig partiell an die Comicvorlage anlehnte. Die Titelheldin wurde von Helen Slater verkörpert, während in Nebenrollen bekannte Darsteller wie Peter O’Toole und Faye Dunaway auftraten. Da der Supergirl-Film sich kommerziell als ein Flop erwies, seine Produktionskosten nicht wieder hereinholen konnte und überdies von Kritikern und Publikum verrissen wurde – O’Toole erhielt eine goldene Himbeere für seine Darstellung als Supergirls Lehrer – wurden Pläne für zwei Fortsetzungen ad acta gelegt.
In der in Supermans Jugendjahren spielenden Fernsehserie Smallville tritt seit der 7. Staffel ein Mädchen namens Kara als wiederkehrende Nebenfigur auf, das unübersehbar an die „Kara Zor-El“-Version von Supergirl angelehnt ist – so trägt sie nicht nur deren kryptonischen Namen, sondern gibt auch an, von Krypton zu stammen und Clark Kents Cousine zu sein – jedoch niemals als Supergirl bezeichnet wird. Verkörpert wird dieses „Supergirl in spe“ von der Darstellerin Laura Vandervoort, nachdem im Finale der dritten Staffel (3.22 …vom Ende) der Serie bereits eine Simulation aufgetaucht war – verkörpert von Adrianne Palicki – die aufgrund einer Art von maschinell induzierter Hypnose von Jor-El glaubte, Clarks Cousine zu sein und von Krypton zu stammen, ohne dass dies tatsächlich der Fall war.
Ein sehr eng an die traditionelle Supergirl-Version angelehntes Supergirl mit Namen Kara In-Zee trat darüber hinaus – im englischsprachigen Original synchronisiert von Nicholle Tom – in den Zeichentrickserien Superman: The Animated Series und Die Liga der Gerechten auf. Diese Version weist einige Unterschiede zu den Comics auf; so ist etwa Supergirls Heimat Argo City kein abgesplitterter Teil von Krypton, der als Asteroid durch das Weltall flog, sondern ein eigenständiger Zwillingsplanet von Krypton. Auch ihr Nachname ist eine Anspielung auf das originale Supergirl, da deren Mutter Allura In-Zee ihn als Geburtsnamen trug. Dieses Supergirl wächst zudem bei Supermans Zieheltern und nicht in einem Waisenhaus auf. Im Laufe dieser Serien freundet sich dieses Supergirl unter anderem mit Batmans Assistentin Batgirl an, wird von Supermans Freunden Green Arrow und Black Canary als Zieheltern umsorgt, muss es mit einer bösen Klon-Version ihrer selbst („Galatea“) aufnehmen und siedelt schließlich – nachdem sie Brainiac 5 kennen lernt – zu der Legion der Superhelden ins 30. Jahrhundert über.
Der US-Sender CBS entwickelte eine neue Fernsehserie über Supergirl, welche unter dem Namen Supergirl auf den Markt gebracht wurde. Die Hauptrolle übernahm darin Melissa Benoist. Die Serie wird von Ali Adler (My Superhero Family) und Greg Berlanti (Arrow) geschrieben. Der Serienstart erfolgte am 26. Oktober 2015 auf CBS.
In einem neuen Film, der Teil von James Gunns DCU ist, wird Supergirl von "House of the Dragon"-Star Milly Alcock verkörpert werden.

## Supergirl als Referenzmarke der Popkultur
Supergirl ist auf vielfältige Weise in die internationale Popkultur eingegangen:
So gibt es verschiedene Songs die nach der Figur benannt sind oder von ihr handeln, darunter jeweils „Supergirl“ betitelte Lieder von Anna Naklab, John Gennet, John Cougar Mellencamp, Hilary Duff, Krystal Harris, Reamonn und Urszula Dudziak (Papaya), ein „Super Girl“-Song von den Gin Blossoms, „That’s Really Super, Supergirl“ von der Band XTC, „Superlungs (My Supergirl)“ von Donovan sowie das Lied „With You“ von Jessica Simpson, das die Zeile enthält: „I wish I could save the world, like I was Supergirl!“.
Überdies basieren die Figuren American Girl von Amalgam Comics und Suprema aus der Serie Supreme auf Supergirl.